# The War on Errorism
The War on Errorism is het negende studioalbum van de Amerikaanse punkband NOFX, dat verscheen op 6 mei 2003 en werd uitgegeven door Fat Wreck Chords.
Het album bekritiseert het beleid van de toenmalige president van de Verenigde Staten, George W. Bush. Op de albumhoes staat een cartoon van Bush als clown. Het album is opgenomen in 2003, nadat ze in 2001 het label Epitaph Records hadden verlaten. De eerste single van de cd was "Franco Un-American", het kreeg redelijke radio-aandacht in de VS. Voor deze single is ook een videoclip gemaakt.
Op 19 mei 2017 werd het compilatiealbum The War On Errorism Part 2: The Idiot Has Taken Over van Fat Wreck Chords uitgegeven. Ook op dit album is het nummer "Idiots Are Taking Over" van NOFX te horen. In plaats van Bush staat op dit album de tevens republikeinse president Donald Trump als clown afgebeeld.

## Nummers
Alle nummers zijn geschreven door Fat Mike.
1. "The Separation of Church and Skate" - 3:10
2. "The Irrationality of Rationality" - 2:32
3. "Franco Un-American" - 2:25
4. "Idiots Are Taking Over" - 3:23
5. "She's Nubs" - 2:05
6. "Mattersville" - 2:29
7. "Decom-posuer" - 2:54
8. "Medio-core" - 3:05
9. "Anarchy Camp" - 2:54
10. "American Errorist (I Hate Hate Haters)" - 1:52
11. "We Got Two Jealous Agains" - 2:04
12. "13 Stitches" - 1:55
13. "Re-gaining Unconsciousness" - 2:39
14. "Whoops, I OD'd" - 2:50

## Trivia
- "Mattersville" was origineel uitgegeven op het album Fat Music Volume 6: Uncontrollable Fatulence.
- Sommige nummers stonden al op de eerder uitgekomen ep Regaining Unconsciousness.

## Band en personeel
- Fat Mike - zang, bas, keyboards, ebow
- Eric Melvin - gitaar
- El Hefe - guitar, hoorns
- Erik Sandin - drums
- Spike Slawson - aanvullende zang
- Karina Denike - aanvullende zang, vibrafoon op "Mattersville"
- Sascha Lazor - aanvullende gitaar op "Anarchy Camp"
- Ronnie King - aanvullende gitaar op "Anarchy Camp"
- Jesse Sutherland (van Epoxies) - aanvullende keyboards op "Franco Un-American"
- Jason Freese - saxofoon op "Anarchy Camp"
- Dude (van Mad Caddies) - trombone op "Mattersville"